# La dama pálida
La dama pálida (Histoire de la Dame pâle), también traducido como La bella vampirizada y El vampiro de los Cárpatos, es un relato corto de Alexandre Dumas escrito en 1849 como parte de su recopilación de cuentos de terror Les Mille et un fantômes (Los mil y un fantasmas), se trata de un relato de influencia fantástica y sombría, ambientado en el corazón de los montes Cárpatos y relacionado con vampirismo literario.
Este relato está dividido en cuatro partes: Los montes Cárpatos, El castillo de Brancovan, Los dos hermanos y El monasterio de Hango.

## Sinopsis
El relato está contado en primera persona por Hedwige, una noble polaca de Sandomir, que en el año 1825, durante la guerra entre Polonia y Rusia se ve obligada a exiliarse al monasterio de Sabastru, tras la muerte de sus dos hermanos y siguiendo la voluntad de su padre.
Durante su viaje ella y su equipo son asaltados por bandoleros, dirigidos por dos hermanos: Kostaki y Gregoriska, de la noble familia de los Brancovan. Los dos hermanos respetan la vida de Hedwige y se enamoran de ella, llevándola al castillo de la familia donde comienzan a competir por su afecto.
Una noche Gregoriska le propone a Hedwige que huya con él, y la joven acepta su petición. Sin embargo Kostaki descubre las intenciones de su hermano. Al descubrirse el cadáver de Kostaki, la madre de los dos hermanos pide a Gregoriska que acabe con su asesino, y Gregoriska lo jura.
Mientras tanto, durante las noches Hedwige comienza a ser visitada en su alcoba por un vampiro que se alimenta de su sangre, y deja una terrible palidez en su cuerpo. Gregoriska, al descubrirlo trata de proteger a su amada y planea enfrentarse con el no muerto para evitar que acabe matándola.
Finalmente, en el monasterio de Hango, Gregoriska se enfrenta con el vampiro, que resulta ser su hermano Kostaki. El vampiro revela que se suicidó, y que su hermano no tuvo nada que ver con su muerte. Ambos hermanos se baten en duelo y Kostaki resulta derrotado, pero Gregoriska también cae, por la dureza de la batalla y es enterrado junto a él.
La madre de los dos hermanos revela que de esta forma termina una maldición que había afectado a toda la estirpe de los Brankovan, debido a que uno de sus antepasados mató a un sacerdote, y así el linaje se extingue con la muerte de Kostaki y Gregoriska.